# Estadio de Delfos
El estadio de Delfos se encuentra en el lugar más alto del sitio arqueológico de Delfos pues está situado a 645 m.Tiene vista al santuario de Apolo y al paisaje délfico. Fue construido o en la segunda mitad del siglo IV a. C. o después de los ataques de Galacia en el 279 a. C. Medía 178 metros de longitud y tuvo varias fases de restauración. Es el estadio antiguo mejor conservado de Grecia.

## Descripción
Construido sobre y al noroeste del santuario de Apolo, el estadio ocupaba la parte más alta del sitio. Está atestiguado epigráficamente como "el estadio Pythikon". Al norte estaba sostenido por la ladera de la montaña, mientras que al sur se construyó un muro para soportar los asientos de los espectadores. Se desconoce cuándo fue que el sitio comenzó a usarse para los Juegos Píticos. Sin embargo, un estudio arqueológico demuestra que la formación arquitectónica real tuvo lugar dentro de la segunda mitad del siglo IV a. C. o hacia mediados del siglo III a. C., después de la victoria contra los gálatas y posiblemente por instigación de la Liga Etolia. Dentro del estadio tuvieron lugar los concursos de "gimnasia", es decir, los deportes de  pista y campo. Probablemente también se organizaron concursos musicales allí.

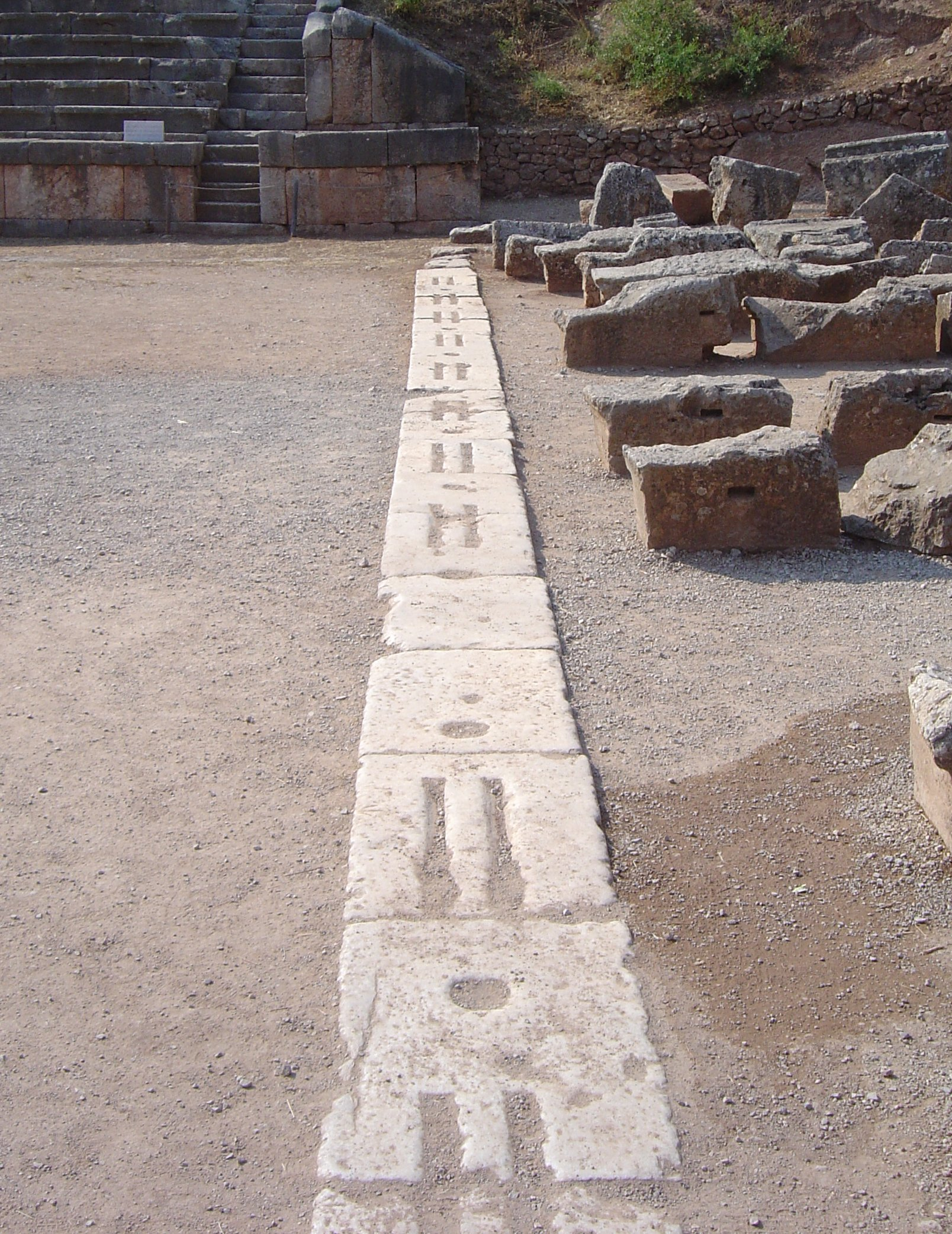
La línea de salida.

Una inscripción del siglo II a. C. cuenta que Sátiro el Samio interpretó un himno «para el dios y los griegos». Dentro del estadio tenían lugar las competiciones "gimnásticas", es decir, los deportes de pista y campo. Probablemente también se organizaban concursos musicales. Otra inscripción, incrustada en el lado oriental de la pared de soporte, prohíbe sacar el vino destinado a rituales sagrados. La inscripción ha atraído el interés de los epigrafistas, pero se ha propuesto que tal vez este no era su lugar original y que en realidad está en un segundo uso. 
El proceso de construcción del estadio se puede separar en al menos cuatro fases diferentes. Las fechas iniciales de construcción, como se mencionó anteriormente, son del siglo IV o mediados del siglo III a. C. Esta última fecha coincide con la celebración de las Soterias,celebración ceremonial de la victoria contra los gálatas . Se desconoce cuándo empezó a utilizarse realmente el recinto para los Juegos Píticos.
Hasta 20 atletas podían competir simultáneamente en las pistas, pero pronto las pistas se redujeron a 17. Los puntos de partida fueron de piedra. Los niveles en el lado sur se agregaron en 100 a. C. Una fase de restauración final ocurrió en el período romano, que consistió en el revestimiento de los niveles con piedra.
La capacidad total del estadio era de alrededor de 6500 espectadores. El punto de partida se conserva en el este, acompañado de dos hileras de losas incisas para colocar los pies de los corredores. Los arqueólogos suponen que los cuatro pilares del lado oriental sirvieron para soportar un arco triunfal romano monumental.
Los restos actuales pertenecen en su mayor parte a la reconstrucción de Herodes Ático en el siglo II d. C.